# 阿部興人

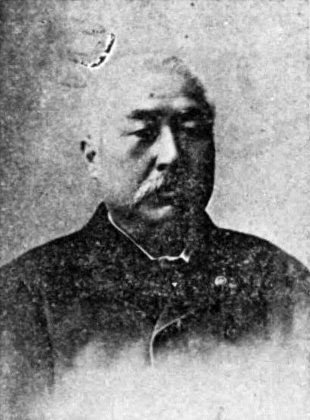
阿部興人

阿部 興人（あべ おきと〈おきんど〉、1845年10月5日〈弘化2年9月5日〉 - 1920年〈大正9年〉1月2日）は、日本の政治家・実業家。阿波国板野郡木津村（現在の徳島県鳴門市）出身。幼名は金兵衛。

## 生涯
阿波国木津村（現在の鳴門市撫養町木津）の名主・阿部猪蔵の5男として生まれる。その後、徳島藩士である阿部岸蔵の養嗣子となる。柴秋邨の思済塾に学び、後に塾頭となる。同じ塾生だった近藤廉平とは終生にわたる親友であった。1869年（明治2年）、益田武衛、南堅夫とともに外交御用となり上京。藩の給付を受けて慶應義塾に学んだが、すぐに帰郷した。
1870年（明治3年）、長州藩で起こった脱隊騒動の視察を命じられ、益田・南と共に徳大寺実則一行と蒸気船・戊辰丸（徳島藩船）に乗り、山口を視察。その後東京に戻るが、徳島藩の家老である稲田邦植の独立をめぐる庚午事変に関わり終身禁固の処分を受けた。1873年（明治6年）、禁固を解かれ、徳島県庁に勤務。その後は美馬郡長、名西郡長、徳島県会議員を歴任。
1881年（明治14年）、北海道開拓の目的で、兄の滝本五郎とともに徳島興産社を設立。翌年、徳島県会議長。同年、北海道札幌郡篠路村に移住して、アメリカ式の大農法を導入した興産社農場を設立、社長に就任（兄五郎は副社長）。現在の札幌市北区拓北・あいの里の開拓に成功する。あいの里の地名は、興産社が故郷阿波から伝えた藍染に由来する。開拓にあたっては、徳島藩旧藩主の蜂須賀茂韶を中心とした政財界の人々、北海道開進社をはじめとした開拓使関連者、近藤廉平を媒介とする三菱財閥関連者、交詢社をはじめとした慶應義塾関係者、久次米兵次郎など同じ徳島県出身の地主・藍商、という5つのグループの人的ネットワークが大きく寄与した。興人は近藤廉平との関係から三菱・薩摩系列の人脈に近しかったが、蜂須賀茂韶を媒介とする三井・長州系列の人脈にも連なるようになった。
1886年（明治19年）、大蔵省地方財務課長兼官有財産課長。後に大阪府会計主計官、大阪市助役を務める。
1890年（明治23年）、第1回衆議院議員総選挙に立憲改進党より出馬し当選。徳島県第5区選出の衆議院議員に4回当選し（うち1回は干渉選挙後の補欠選挙での当選）、12年間務めた。1891年（明治24年）から1895年（明治28年）まで、立憲改進党の機関紙だった郵便報知新聞社の社長を務めた。その一方で北海道の企業にも携わり、上磯町の北海道セメント（現在の太平洋セメント）、函館船渠（現在の函館どつく）、函樽鉄道（後の北海道鉄道）の設立に関与する。また、近藤廉平や加藤正義、園田実徳とともに虻田郡狩太村真狩太（現在のニセコ町）に開墾した組合農場に経営参加。
1902年（明治35年）からは函館に移住し、北海道を拠点とした企業家活動を本格化。1906年（明治39年）、函館にて渡島水電株式会社(後の函館水電株式会社)を創立、社長就任。留萌電燈専務取締役も務めた。しかし明治末期から大正初期には北海道セメントの拡大路線が失敗して経営危機を招き、取締役の遠藤吉平が大川平三郎と橋渡しをして、浅野セメントの北海道支店として再出発、実質的に吸収合併された。興人はこれと同時に北海道セメント社長を退任し、また渡島水電の社長も辞任して、東京へ移る。1920年（大正9年）に、大森の自宅で死去した。76歳だった。

## 親族
- 養子 阿部宇之八（甥、兄・滝本五郎長男）[7]
- 養孫 阿部良夫（宇之八長男、物理学者、北海タイムス社長）[8]
- 養孫 阿部謙夫（宇之八三男、北海道新聞社・北海道放送社長）[9]

## 著書
- 『大日本帝國二十五期間財政始末』博聞社、1891年11月。 NCID BN05772108。全国書誌番号:40032421。
- 『明治三庚午年阿部興人日誌 庚午事変若き首謀者の記録』徳島の古文書を読む会一班〈史料集 8〉、2008年5月。 NCID BA88638031。全国書誌番号:21480090。